# Titularbistum Summa
Summa ist ein Titularbistum der römisch-katholischen Kirche.
Die in Nordafrika gelegene Stadt war ein alter römischer Bischofssitz, der im 7. Jahrhundert mit der islamischen Expansion unterging. Er lag in der römischen Provinz Numidien.
| Titularbischöfe von Summa |                          |                                                 |                    |                   |
| Nr.                       | Name                     | Amt                                             | von                | bis               |
| 1                         | Terence Cooke            | Weihbischof in New York (USA)                   | 15. September 1965 | 2. März 1968      |
| 2                         | Daniel Liston CSSp       | emeritierter Bischof von Port-Louis (Mauritius) | 23. April 1968     | 7. Dezember 1970  |
| 3                         | James Steven Rausch      | Weihbischof in Saint Cloud (USA)                | 5. März 1973       | 17. Januar 1977   |
| 4                         | Robert Edward Mulvee     | Weihbischof in Manchester (USA)                 | 15. Februar 1977   | 19. Februar 1985  |
| 5                         | Desmond A. Williams      | Weihbischof in Dublin (Irland)                  | 14. März 1985      | 24. Februar 2006  |
| 6                         | Oscar Campos Contreras   | Weihbischof in Antequera (Mexiko)               | 23. Mai 2006       | 2. Februar 2010   |
| 7                         | Vicente Bokalic Iglic CM | Weihbischof in Buenos Aires (Argentinien)       | 15. März 2010      | 23. Dezember 2013 |
| 8                         | Alejandro Daniel Giorgi  | Weihbischof in Buenos Aires (Argentinien)       | 14. Februar 2014   |                   |